# Хабари (село)
Хаба́ри (рос. Хабары) — село, центр Хабарського району Алтайського краю, Росія. Адміністративний центр та єдиний населений пункт Хабарської сільської ради.

## Населення
Населення — 5552 особи (2010; 5942 у 2002).
Національний склад (станом на 2002 рік):
- росіяни — 92 %